# Byakhee
I Byakhee sono un'immaginaria razza di creature volanti interstellari appartenenti ai Miti di Cthulhu.

## Descrizione fisica
Ecco come Howard Phillips Lovecraft li descrive in un suo racconto:

Qui svolazzava ritmicamente un'orda addomesticata di ibridi esseri alati [...] non si trattava esattamente di corvi, né di talpe, né di poiane, né di formiche, e nemmeno di esseri umani decomposti, ma erano un qualcosa che non posso e non devo ricordare.

—H. P. Lovecraft, Il Festival

## Informazioni generali
I Byakhee sono servitori di Hastur l'innominabile. Sono composti di comune materia organica, quindi possono essere feriti da armi comuni come per esempio le pistole.
I Byakhee vivono abitualmente nello spazio profondo, ma possono sopravvivere senza problemi anche sulla Terra. Questi esseri possono quindi volare nello spazio e possono portare con sé un passeggero, a patto che quest'ultimo sia protetto con appositi incantesimi e pozioni dalle inospitali condizioni ambientali del vacuum interstellare.
Creature volanti simili sono presenti anche nelle avventure di Conan scritte da Robert E. Howard.

## Altre apparizioni
I Byakhee appaiono (e danno anche il nome a una canzone) nel musical-parodia della H. P. Lovecraft Historical Society intitolato A Shoggoth on the Roof.